# めっちゃ☆ハジバム。+1
『めっちゃ☆ハジバム。+1』はハジ→のインディーズベスト・アルバムである。2014年4月16日発売。発売元は9 island Recordings。

## 概要
- インディーズ時代のシングルやミニアルバムの楽曲に加え、SA.RI.NAの2ndミニアルバム『光-HIKARI-』に収録された「赤い糸 feat. ハジ→」を収録したインディーズベストアルバム。
- 初回限定盤には、インディーズ時代の全てのMUSIC VIDEO、2012年12月6日に渋谷DUO MUSIC EXCHANGEで行われた『(ど￣(エ)￣や)b 顔ツア→ 2012〜ハジ→めてのワンマン〜』の最終公演で披露した「our days。〜僕らの日々〜」のライブ映像、スペシャル特典映像を収録したDVDを付属。

## 収録曲
1. おまえに。
  - 作詞・作曲：ハジ→

インディーズ1stミニアルバム『ハジバム。』収録。
2. 踊れジャポネ→ゼ♪♪。
  - 作詞・作曲：ハジ→

インディーズ3rdミニアルバム『ハジバム3。』収録。
3. 赤い糸 feat. ハジ→ / SA.RI.NA
  - 作詞・作曲：SA.RI.NA・ハジ→

SA.RI.NAの2ndミニアルバム『光-HIKARI-』収録。
4. 春色。
  - 作詞・作曲：ハジ→

インディーズ1stシングル1曲目
5. シアワセサガシ。
  - 作詞・作曲：ハジ→

インディーズ3rdミニアルバム『ハジバム3。』収録。
6. あなた。
  - 作詞・作曲：ハジ→

配信シングル
7. サマ→ズラバ→。
  - 作詞・作曲：ハジ→

インディーズ2ndミニアルバム『ハジバム2。』収録。
8. EVERY☆BODYwww♪♪。
  - 作詞・作曲：ハジ→

インディーズ2ndミニアルバム『ハジバム2。』収録。
9. ずっと。
  - 作詞・作曲：ハジ→

インディーズ2ndシングル
10. 指輪と合鍵。feat. Ai from RSP
  - 作詞・作曲：ハジ→・Ai

インディーズ1stミニアルバム『ハジバム。』収録。
11. で・か・け・YO～♪♪。
  - 作詞・作曲：ハジ→

インディーズ1stミニアルバム『ハジバム。』収録。
12. 真夜中仙台国分町。
  - 作詞・作曲：ハジ→

インディーズ1stミニアルバム『ハジバム。』収録。
13. 証。
  - 作詞・作曲：ハジ→

インディーズ1stシングル2曲目
14. 瞬く間。
  - 作詞・作曲：ハジ→

インディーズ2ndシングルカップリング
15. 人生は素晴らしい物語。
  - 作詞・作曲：ハジ→

インディーズ1stミニアルバム『ハジバム。』収録。

### 初回限定盤DVD
- MUSIC VIDEO

1. おまえに。
2. 春色。
3. 証。
4. たからもの。feat. SA.RI.NA
5. ずっと。
6. あなた。
7. 踊れジャポネ→ゼ♪♪。

- ライブCLIP〜(ど￣(エ)￣や)b 顔ツア→ 2012 ハジ→めてのワンマンより〜

1. our days。〜僕らの日々〜

- スペシャル特典映像